# Willis Barnstone
Willis Barnstone (13 de noviembre de 1927) es un poeta, helenista, hispanista y traductor estadounidense. Es catedrático emérito de Literatura Comparativa, Lengua Española y Portuguesa de la Universidad de Indiana Bloomington. Ha publicado antologías de traducciones al inglés de poetas y escritores como Antonio Machado, Jorge Luis Borges y Wang Wei, entre muchos otros. Así mismo, ha traducido al inglés obras teatrales de Lope de Vega (la primera traducción al inglés de La fianza satisfecha) y Pablo Neruda.
En 2002, la University of Evansville creó en su honor el premio anual Willis Barnstone Translation Prize para una traducción excepcional al inglés de un poema original en cualquier idioma y cuyos laureados incluyen a A. E. Stallings (2010).

## Biografía
Tras asistir a la Universidad Nacional Autónoma de México (1947), la Sorbona (1948-49) y la Escuela de Estudios Orientales y Africanos (SOAS) de la University of London (1952-53), se licenció en la Columbia University (M.A., 1956) y obtuvo su doctorado en la Yale University (Ph.D., 1960).
Como docente, ha sido catedrático Fulbright de Literatura Americana en la Universidad de Lenguas Extranjeras de Pekín, 1984-1985. Enseñó en la Wesleyan University, y ostentó la cátedra O'Connor de Griego de la Colgate University.
Sus áreas de estudio incluyen la historia y teoría de la traducción, la poesía española, la poesía contemporánea, la poesía griega clásica, los estudios bíblicos, el misticismo español y el éxtasis en la literatura.
Sus artículos sobre poetas y poesía han aparecido en publicaciones especializadas y en la prensa generalista, como The New York Times y ha recibido varios premios literarios, incluyendo de la Poetry Society of America.

## Publicaciones
- 1959: From This White Island
- 1977: China Poems
- 1996: The Secret Reader: 501 Sonnets
- 2003: Algebra of Night: New & Selected Poems 1948–1998
- 2003: Life Watch

- 1993: The Poetics of Translation: History, Theory, Practice, New Havern y Londres: Yale University Press
- 1983: The Poetics of Ecstasy: Varieties of Ekstasis from Sappho to Borges
- 1993: With Borges on an Ordinary Evening in Buenos Aires
- 1982: Borges at Eighty: Conversations

### Antologías
- 1993: Six Masters of the Spanish Sonnet: Francisco de Quevedo, Sor Juana Inés de la Cruz, Antonio Machado, Federico García Lorca, Jorge Luis Borges, Miguel Hernández[2]
- 1999: Literatures of Asia, Africa, and Latin America[2]

### Artículos de prensa y revistas especializadas
- 1967: «Hispanic Chronicle.» Poetry (octubre de 1967)[6]
- 1972: «Mystico-Erotic Love in O Living Flame of Love», Revista Hispánica Moderna, 37 (1972-73), pp. 253-61.[7]
- 1974:  «In Praise of Darkness.» The New York Times[8]

### Traducciones
- 1959: Eighty Poems of Antonio Machado, con prólogos de John Dos Passos y Juan Ramon Jimenez. Nueva York: Las Americas
- 1959: The Other Alexander, Margarita Liberaki, con prólogo de Albert Camus, Nueva York: Noonday Books, (con Helle Barnstone)
- 1962: Greek Lyric Poetry, Nueva York: Bantam Classics, 1962; 2nd ed., Bloomington: Indiana University Press, 1967.
- 1964: Mexico Before Cortez:  Art, History, Legend, Ignacio Bernal, Nueva York:  Doubleday (Dolphin), 1963; Peter Smith
- 1964: Physiologus Theobaldi Episcopi De Naturis Duodecim Animalium, Bishop Theobald's Bestiary of Twelve Animals, Bloomington, IN: Indiana University
- 1965: Sappho: Lyrics in the Original Greek with Translations, Nueva York: Doubleday Anchor, 1965; 2nd ed., Nueva York: New York University Press.
- 1967: The Poems of Saint John of the Cross, Bloomington, IN.: Indiana University Press
- 1970: The Song of Songs: Shir Hashirim, Athens, Greece: Kedros; 2nd rev. ed., Los Ángeles: Sun & Moon Press, 2002.
- 1972: The Poems of Mao Tse-tung, Nueva York: Harper & Row, 1972; 2nd. ed., London: Barrie & Jenkins Ltd., 1972 (con Ko Ching-po)
- 1976: My Voice Because of You: 70 poems, Pedro Salinas, con prefacio de Jorge Guillén, Albany, Nueva York: State University of New York Press
- 1976: Radiance and Death of Joaquin Murieta, Pablo Neruda, Modern International Drama, Vol. 10, Number 1,
- 1979: The Unknown Light: The Poems of Fray Luis de Leon, Albany, Nueva York: State University of New York Press
- 1981: The Dream Below the Sun: Selected Poems of Antonio Machado, con prólogos de John Dos Passos y Juan Ramon Jiménez, Trumansburg, NY: The Crossing Press
- 1982: Bird of Paper: Selected Poems of Vicente Aleixandre, prefacio de Vicente Aleixandre, Pittsburgh: International Forum, Byblos Editions, VI, 1981; 2nd ed., Athens, Ohio: Ohio University Press (con David Garrison)
- 1984: Twenty-four Conversations with Borges: Including a Selection of Poems, entrevistas realizadas por Rosberto Alifano 1981-1983. Nicomedes Suárez Arauz (coord.), Nueva York/Housatonic,
- 1989: Laughing Lost in the Mountains: Selected Poems of Wang Wei, Beijing, China: Foreign Literature Press (Panda Books) (con Tony Barnstone y Xu Haixin)
- 1990: Cantico espiritual: The Spiritual Canticle of St. John of the Cross, Austin: W. Thomas Taylor, limited edition
- 1992: Laughing Lost in the Mountains: The Poems of Wang Wei, Hanover, NH. University Press of New England (con Tony Barnstone y Xu Haixin)
- 1993: 'Six Masters of the Spanish Sonnet: (Francisco de Quevedo, Sor Juana Ines de la Cruz, Antonio Machado, Federico Garcia Lorca, Jorge Luis Borges, Miguel Hernández: Essays and Translations,  Carbondale: Southern Illinois University Press
- 1993: The Courage of the Rainbow Bronislava Volkavá, The Sheep Meadow Press: Riverdale-on-Hudson: Nueva York (con Andrew Durkin, Gregory Orr y Lilli Parott)
- 1997: The Poems of Sappho: A New Translation, Los Ángeles: Sun & Moon Press
- 1999: To Touch the Sky: Spiritual, Mystical, and Philosophical Poems in Translation, New Directions, Nueva York
- 2004: Border of a Dream: Selected Poems of Antonio Machado, Port Townsend, WA: Copper Canyon Press
- 2004: Sonnets to Orpheus, Rainer Maria Rilke, Boston: Shambhala Books
- 2008:  The Poems of Mao Zedong, University of California Press
- 2009:  The Complete Poems of Sappho, Boston: Shambhala Books
- 2009:  Ancient Greek Lyrics, Indiana University Press
- 2010:  Love Poems by Pedro Salinas: My Voice Because of You and Letter Poems to Katherine, Chicago: University of Chicago Press
- 2011: Café de l'Aube à Paris, Dawn Café in Paris: Poems Composed in French + Their Translation in English, Riverdale-on-Hudson: Sheep Meadow Press